# Leptogaster inutilis
Leptogaster inutilis är en tvåvingeart som beskrevs av Walker 1856. Leptogaster inutilis ingår i släktet Leptogaster och familjen rovflugor. Inga underarter finns listade i Catalogue of Life.